# Николаев, Олег Алексеевич
Оле́г Алексе́евич Никола́ев (чув. Улюк Элекҫей ывӑлӗ Николаев; род. 10 декабря 1969, Чербаи, Чувашская АССР) — российский государственный и политический деятель, экономист. Глава Чувашской Республики с 22 сентября 2020 (врио с 29 января по 22 сентября 2020). Член Центрального Совета политической партии «Справедливая Россия» (с 2020).
Депутат Государственной думы (с 18 сентября 2016 по 29 января 2020). Председатель комитета Государственной думы по делам национальностей (с 22 по 29 января 2020). Председатель кабинета министров Чувашской Республики (с 6 февраля 2020 по 28 февраля 2025).

## Биография

### Происхождение
Родился 10 декабря 1969 года в деревне Чербай Красночетайского района Чувашской АССР, в чувашской крестьянской семье. Родители трудились в колхозе «Марксист» Красночетайского района: отец Алексей Тимофеевич Николаев — водителем, мать Валентина Фёдоровна Николаева — рядовой колхозницей. Младшая сестра — Людмила, брат — Слава. Отец умер в 30-летнем возрасте от остановки сердца на рейсе осенью 1977 года, когда Олег начал ходить в 1-й класс («когда было 7 лет»). Мать, оставшаяся с тремя малолетними детьми, умерла не дожив одного месяца до пенсионного возраста («главным воспитателем был дед»).
В первый класс Олег Николаев ходил в школу, расположенную в соседней деревне Яманы. В школьные годы Николаев занимался спортом (делал ежедневные утренние пробежки, в доме имели гири и гантели, которые имелись в доме у дедушки с отцовской стороны), любил чувашский танец, много читал, трудился в колхозе («примерно с пяти лет я уже работал в колхозе») и в колхозном дворе («с 9-10 лет», «топтун [сена]»). С 5-го класса начал посещать школу, расположенную в соседней деревне Новые Атаи. Как утверждает Заслуженный учитель Чувашской Республики М. М. Волкова, её выпускник Олег Николаев «учился только на „отлично“». В свидетельстве об окончании восьмилетки имелось две «четвёрки» (в том числе по немецкому языку).
В сельской местности Олег Николаев жил до восьмого класса. В 1985 году по рекомендации родного дяди Н. Ф. Григорьева, работавшего в то время заместителем декана строительного факультета Чувашского государственного университета им. И. Н. Ульянова, поступил в Чебоксарский строительный техникум Минстроя СССР, в котором до 1989 года  получал средне-техническое образование по специальности «техник-строитель промышленного и гражданского строительства». На летних каникулах работал на строительстве фермы в деревне.
В апреле 1989 года Николаев был принят на должность монтажника железобетонных конструкций в СУ-15 ПСО «Монолитстрой» (Чебоксары). С мая 1989 по май 1991 года проходил срочную службу в рядах Советской армии. Перед тем как уйти в армию, планировал поступить в училище КГБ, но старший брат Слава посоветовал поступать в училище после службы в армии. В армии Николаев дослужился до старшего сержанта, заместителя командира взвода; получил специальность радиомеханика посадочной радиомаячной группы 2 класса. Получил направление в училище КГБ, но после демобилизации вернулся в родную деревню и некоторое время с односельчанами занимался строительством домов в соседней Мордовской АССР.

### Профессиональная деятельность
С августа 1991 по 1992 год Николаев работал в Чебоксарах в должности монтажника стальных и железобетонных конструкций в СУ-17 Производственно-строительного объединения «Монолитстрой». С 1992 по 1995 год Николаев работал: в структуре спортивного организатора Чувашии А. И. Трофимова — в ТОО «Центр охраны и безопасности „Бодигард ЛТД“» водителем-телохранителем, затем — в АООТ «Текстильмаш» охранником службы безопасности, в ТОО «Восход-1» (Урмарский район) в должности техника-строителя и с июля 1995 года — в должности главного бухгалтера. В дальнейшем перешёл в ООО ПСФ «Спецсвязьстрой» (Урмарский район) на должность главного бухгалтера. К 1994 году был зачислен на заочное отделение экономического факультета Чувашского государственного университета им. И. Н. Ульянова, где проректором работал его родной дядя (брат матери). С 1996 по 2000 год Николаев работал главным бухгалтером, заместителем директора (с января 1997) в строительно-телекоммуникационной компании — ЗАО «Производственно-строительная фирма „Телефонстрой“» (Новочебоксарск), в создании которого участвовал сам Олег Николаев.
В 1998 году в Чувашском государственном университете им. И. Н. Ульянова Николаев получил диплом о высшем образовании по специальности «экономическая теория» (квалификация «экономист»). В 1999 году в этом же вузе проходил курсы обучения по Федеральной программе подготовки управленческих кадров; прошёл годичную стажировку в Германии в рамках президентской программы «Реструктуризация деятельности промышленных предприятий». После года стажировки правительство Германии объявило конкурс с целью проверки полученных знаний. Грантовая комиссия присудила первую премию проекту, которая была реализована фирмой Олега Николаева ЗАО ПСФ «Телефонстрой»: в конце 90-х на базе оборудования немецкой фирмы в Новочебоксарске была произведена замена всех систем телеприема на кабельное телевидение; в городе впервые была построена сеть, которая позволяла разделить частоты и обеспечить прием обратного сигнала. Получил дополнительное образование по Президентской Программе подготовки управленческих кадров для организаций народного хозяйства Российской Федерации, а также в Федеральной службе России по делам о несостоятельности и финансовому оздоровлению по временной типовой программе обучения специалистов по антикризисному управлению (1999).
В 2000 году по рекомендации депутата Госдумы Анатолия Аксакова Николаев возглавил ООО «Лизинговая компания малого бизнеса» (Чебоксары), учрежденную компанией ЗАО ПСФ «Телефонстрой» и Республиканским фондом поддержки малого предпринимательства Чувашской Республики, работал в должности директора до 2002 года.

### Государственная и политическая деятельность в Чувашии
В январе 2002 года по рекомендации депутата Госдумы Анатолия Аксакова Николаев был принят на государственную службу на должность руководителя Департамента развития предпринимательской деятельности Министерства экономического развития и торговли Чувашской Республики. С января 2003 года занимал также должность заместителя министра экономического развития и торговли. В министерстве должен был заниматься созданием механизмов развития малого и среднего бизнеса, потребительского рынка, внешнеэкономических связей и развитием народных промыслов. Должности в министерстве Олег Николаев занимал до октября 2004 года, после чего перешёл в структуру предпринимателя В. Ф. Ермолаева — в ОАО «Контур» (Чебоксары) на должность заместителя генерального директора по стратегическому развитию.
В 2004 году вернулся в ЗАО ПСФ «Телефонстрой», где до 2008 года работал в должности заместителя генерального директора; позже Олег Николаев работал в строительной компании ООО «Алза» заместителем директора по экономике и финансам. До 2007 года был членом Народной партии Российской Федерации, куда вступил по рекомендации Анатолия Аксакова. В 2007 году стал членом политической партии «Справедливая Россия», в состав которой вошла Народная партия Российской Федерации. С 2008 по 2009 год работал в НКО «Ассоциация региональных банков России» на должностях директора Центра международных связей, вице-президента, директора Центра международного сотрудничества. С 2009 по 2011 год — управляющий операционным офисом «Чебоксары» филиала № 6 АКБ «Мособлбанк» (ОАО); с 2011 по 2013 год — в должности директора филиала № 19 того же банка.
В 2011 году баллотировался в депутаты Государственного совета Чувашской Республики V созыва от партии «Справедливая Россия», в результате распределения мандатов был избран депутатом регионального парламента. Был членом комитета Государственного совета Чувашской Республики по бюджету, финансам и налогам и комитета Государственного совета Чувашской Республики по экономической политике, агропромышленному комплексу и экологии. Исполнял депутатские полномочия на непостоянной основе, без отрыва от основного места работы. С февраля 2013 года работал в ОАО Банк «Открытие» руководителем проекта Управления оптимизации операционно-технологических процессов операционно-технологического блока (Москва), в 2015 году работал руководителем проекта Управления оптимизации операционно-технологических процессов в ПАО «Ханты-Мансийский банк Открытие» (Москва).
В сентябре 2015 года Николаев баллотировался на должность Главы Чувашской Республики и одновременно выдвигался в депутаты Чебоксарского городского собрания депутатов, в результате выборов набрал 14,7 % голосов избирателей на выборах главы республики, прошёл в депутаты городского собрания, но от мандата отказался оставшись депутатом парламента республики. 18 сентября 2016 года участвовал в выборах в Государственный совет Чувашской Республики VI созыва от регионального отделения партии «Справедливая Россия». Был первым номером в едином списке кандидатов партии, баллотировался также по Ядринскому одномандатному избирательному округу № 9. После избрания от места в чувашском парламенте отказался в связи с избранием в Госдуму. В 2016 году Николаев имел статус индивидуального предпринимателя. С июля по сентябрь 2016 года работал советником генерального директора АО «Российский аукционный дом».

### Депутат Государственной думы
Одновременно 18 сентября 2016 года Николаев избран депутатом Государственной думы VII созыва от партии «Справедливая Россия». Баллотировался в составе федерального списка кандидатов (первый номер в региональной группе № 10), а также по Чебоксарскому одномандатному избирательному округу № 38. По итогам выборов получил место в Госдуме по списку партии. В одномандатном округе занял второе место с результатом 11,99 % после кандидата от «Единой России» Леонида Черкесова (46,77 %).
В Госдуме Николаев занял должность заместителя председателя комиссии Госдумы по вопросам контроля за достоверностью сведений о доходах, об имуществе и обязательствах имущественного характера, представляемых депутатами Государственной думы, мандатным вопросам и вопросам депутатской этики.
Один из соавторов Закона о предустановке российского ПО на импортные телефоны, планшеты, компьютеры, телевизоры с функцией Smart TV.
22 января 2020 года Николаев был назначен на должность председателя комитета Госдумы по делам национальностей. 29 января 2020 года Николаев сложил полномочия депутата Госдумы в связи с назначением на должность врио Главы Чувашской Республики; освободившийся мандат депутата Госдумы был передан депутату Госсовета Чувашии Игорю Молякову.

### Глава Чувашской Республики
29 января 2020 года указом президента Российской Федерации В. В. Путина Николаев назначен временно исполняющим обязанности Главы Чувашской Республики после отрешения от должности Михаила Игнатьева в связи с утратой доверия. Николаев своё назначение врио главы Чувашии прокомментировал так: «Честно говоря, эмоции меня переполняют. Я простой сельский парень, никогда и не мечтал попасть в Кремль, пожать руку президенту страны».
С момента назначения Николаев приступил к формированию нового состава Кабинета Министров Чувашской Республики. По его предложению депутат Госдумы Анатолий Аксаков стал главой создаваемого при Главе Чувашской Республики совещательного органа — Общественного совета по экономическим вопросам. При формировании нового правительства Чувашской Республики использует кадры предыдущих составов Кабинета Министров Чувашской Республики, в том числе являющиеся членами партии «Единая Россия». 6 февраля 2020 года Николаев принял на себя исполнение обязанностей председателя Кабинета министров Чувашской Республики, сменив на этом посту И. Б. Моторина.
15 февраля 2020 года Николаев сложил с себя полномочия руководителя Чувашского регионального отделения партии «Справедливая Россия», заявив о том, что на выборы главы Чувашской Республики в сентябре 2020 года будет выдвигаться в качестве самовыдвиженца.
В ходе Единого дня голосования в сентябре 2020 года, на выборах Главы Чувашской Республики Николаев набрал 75,61 % голосов при явке 55,51 % от общего числа зарегистрированных избирателей, опередил всех своих оппонентов, одержал победу и стал руководителем региона. Инаугурация главы Республики была запланирована на 22 сентября 2020 года.
В 2025 году решил выдвинуться на новый срок. 26 марта 2025 года Владимир Путин поддержал намерение Олега Николаева баллотироваться на пост главы Чувашской Республики на второй срок.

## Семья и частная жизнь

### Семья
Женат вторым браком. От первого брака (с Ольгой Геннадиевной Николаевой, проживающей в Чебоксарах) есть сын Олег (род. 1999) и дочь Ольга (род. 2000), которые после расторжения брака проживали с матерью. Сын — Николаев Олег Олегович — учился в Московском суворовском училище, по состоянию на сентябрь 2022 года — проходил службу в рядах Российской Армии; по состоянию на ноябрь 2023 года уже более года является сотрудником Федеральной службы безопасности в звании лейтенанта. Дочь Ольга окончила Финансовый университет при Правительстве Российской Федерации, получила диплом специалиста по налогообложению, была устроена в рейтинговое агентство; в ноябре 2023 года находилась в декретном отпуске, воспитывает дочь.
Вторая жена — Наталья Алексеевна Николаева (до замужества Романова) — уроженка города Чебоксары (род. 6 марта 1976), с которой Олег Николаев воспитывает двоих совместных детей — сына Максима и дочь Марьяну, а также дочь супруги от первого брака. Дочь Марьяна учится (2021) в чебоксарской школе № 59; по состоянию на август 2015 года ей было 3,5 года. Сын Максим в 2024 году окончил среднюю школу в Чебоксарах («Он принципиально хочет уехать из Чебоксар»). По словам (2018) второй супруги, дети Олега Алексеевича «от первого брака <…>  часто бывают у них в гостях». В 1997 году Наталья окончила Чувашский государственный педагогический институт имени И. Я. Яковлева, где получила профессию «учитель начальных классов». Работала педагогом-психологом в чебоксарской средней школе № 45; в течение трёх лет проработала ответственным выпускающим радиостанции «Ваше радио» ФГУП ГТРК «Чувашия»; занимала должность заместителя директора ООО «Милан — цветы — Чебоксары»; работала в чебоксарском филиале АКБ «Мособлбанк» (ОАО) в качестве ведущего специалиста по рекламе. Член партии «Справедливая Россия». В 2015 году стала учредителем и возглавила Благотворительный фонд «Развитие». В 2015 году Наталья Николаева являлась кандидатом в депутаты Чебоксарского городского собрания депутатов от партии «Справедливая Россия»; в 2016 году от той же партии участвовала в выборах в Государственный совет Чувашской Республики VI созыва. С 24 июня 2020 года — председатель ЧРОО «Союз женщин Чувашии».
В Чебоксарах проживают (2015) старший брат Слава Алексеевич Николаев и младшая сестра Людмила Алексеевна Николаева. Двоюродная сестра — Нина Николаевна (на три года младше Олега).
Родной дядя (брат матери) — Николай Фёдорович Григорьев (1937—2018) — проректор (1993—1998), первый проректор (1998—2014), декан строительного факультета (2001—2003; 2010—2012) Чувашского государственного университета им. И. Н. Ульянова; кандидат педагогических наук (1999); председатель Комитета по образованию, науке, культуре и национальной политике, член Президиума Государственного Совета Чувашской Республики (1998—2002). Другой дядя — Геннадий Федорович Григорьев (род. 1949) — энергетик.
Бабушка — Анна Афанасьевна Николаева — участница строительства Сурского рубежа обороны.

### Частная жизнь и убеждения
Свободно владеет родным чувашским языком; изъясняется по-немецки. Православный.
В молодости Николаев увлекался лёгкой атлетикой, боксом, борьбой, восточными единоборствами. Не курит. Любимый фильм — «Семнадцать мгновений весны». Любит баню, сам топит. В Чувашии семья Николаевых проживает в частном доме, расположенном в закрытом (ограниченном для входа/въезда) элитном коттеджном посёлке «Западный», застроенном в лесном массиве к северу от деревни Чандрово в 300 метрах от Ядринского шоссе города Чебоксары (юридически посёлок значится улицей Западная посёлка Сюктерка Чебоксарского района, расположенного в 4 км западнее).
Николаев участвует в донорском движении; два раза принимал участие в акции «День донора в Государственной Думе». Входил в сборную Государственной думы по футболу защитником.
21 мая 2021 года Николаев напомнил чиновникам Чувашии о запрете принуждать сделать прививку против воли человека: «Принуждать и обязывать кого-то вакцинироваться против его воли категорически нельзя. И предупреждаю всех: этим точно заниматься нельзя. И если кто-то этим занимается, будем наказывать. Это нарушение и морали, и этики, и законных прав каждого гражданина», — заявил глава Чувашской Республики.

### Доходы и имущество
В 2016 году Николаев заработал 3 млн 77 тыс. рублей, в 2017 году — 4 млн 697,9 тыс. рублей, в 2018 году — 4 млн 809,6 тыс. рублей. Его вторая супруга — 150 тыс., 100 тыс. и 217,4 тыс. рублей, соответственно. Николаеву принадлежал автомобиль Hyundai ix55 (до 2020), жене — Nissan Micra (до 2020), с 2020 — Hyundai Tucson.
Пока Николаев был депутатом Госдумы, его семья пользовалась квартирой площадью 168,20 м² в Москве.
На супругу записан дом площадью 240 м² и земельный участок для ведения дачного хозяйства площадью 800 м². Также между супругами и 3 детьми (от второго брака) равными долями разделён участок для ИЖС площадью 1 200 м².
По итогам 2020 года получил доход в 5,5 млн рублей (на 113 тысяч рублей больше, чем в 2019-м): 4,418 млн рублей составил заработок по основному месту работы и 1,128 млн рублей — иные доходы. В безвозмездном пользовании — жилой дом (240,7 м²) и земельный участок (880 м²). Супруга главы Чувашии заработала в 2020 году 551 тысячу рублей, из которых доход по основному месту работы составил 216 тысяч.

## Критика и отзывы
Ряд общественных структур критикует Николаева за то, что будучи депутатом Госдумы, он инициировал законопроект, согласно которому изучение национальных языков в республиках Российской Федерации должно быть добровольным — по желанию школьников и их родителей и не в ущерб освоению русского языка, как государственного языка России. Против принятия закона выступали ряд общественников в национальных республиках. Руководитель чувашского общественного объединения «Пограничное братство» Юрий Осокин пояснил, что принятие закона может привести к тому, что «дети не будут знать своих родных национальных языков — основу своей национальной культуры», «законопроект направлен против родных языков субъектов РФ». По словам лидера фракции КПРФ в Чебоксарском горсобрании депутатов Дмитрия Евсеева, если закон будет принят, «совершенно непонятно, что будет с армией школьных учителей и с профильными факультетами в педвузах». Координатор Комитета гражданских инициатив в Чувашии Игорь Михайлов отметил, что «среди чувашских национальных организаций, а также преподавателей чувашского языка не наблюдается консолидации и четко выраженной позиции». В ответ на критику Олег Николаев отметил: «я являюсь соавтором поправок в закон об образовании, который почему-то некоторые называют законом об языках. Кое-кто утверждает, что этими поправками мы ущемили национальные языки, а на самом деле мы их защитили, обеспечив 4 часа на их изучение в федеральной части образовательного стандарта. А самое главное — создан Фонд сохранения и развития родных языков».
Николаева критикуют также за поддержку закона о гласности переписок в мессенджерах, из-за чего в России у Telegram возникли проблемы.
По сообщению газеты «Завтра» «Новый глава Чувашии целиком ориентируется на другого чуваша — тяжеловеса федерального уровня Анатолия Аксакова».
Профессор ЧГУ им. И. Н. Ульянова Владимир Васильев, комментируя назначение Николаева, в первую очередь обратил внимание, что у Николаева отсутствуют связи с бизнес-кругами Чувашии. Чебоксарский журналист Александр Белов отметил: «местные власти достаточно ревниво относились к его деятельности, ему непросто было организовывать встречи с избирателями, а руководителей предприятий, которые обращались к нему, порой даже наказывали. <…> А вчера в Чебоксарах даже были салюты, которыми горожане отмечали не только отставку Михаила Игнатьева, но и назначение нового врио».

## Награды и чин

### Чин
- Действительный государственный советник Чувашской Республики III класса (2003)

### Награды Российской Федерации
- Почётная грамота Государственной думы Федерального собрания Российской Федерации (2019)
- Благодарность председателя Государственной думы Федерального собрания Российской Федерации (2018)
- Почетная грамота Министерства обороны Российской Федерации (2023)

### Награды регионов России
- Благодарность Главного федерального инспектора Чувашской Республики
- Медаль «100 лет образования Татарской Автономной Советской Социалистической Республики» (2022)[36]
- Благодарности Минэкономразвития Чувашии (2002, 2004)

### Общественные и корпоративные награды
- Знак «Президентская программа подготовки управленческих кадров для организаций народного хозяйства Российской Федерации» (2001)
- Памятная медаль «XIX Всемирный фестиваль молодежи и студентов 2017 года в г. Сочи» (2017)[~ 11]
- Памятная медаль «20 лет открытому акционерному обществу «Российские железные дороги» (2024)
- Орден «За вклад в развитие потребительской кооперации России» II степени (2024, награда Центросоюза Российской Федерации)

## Санкции
26 июля 2022 года за поддержку войны России против Украины Олег Николаев находится в санкционном списке Великобритании «против российских чиновников, поддерживающих марионеточные администрации Путина на Украине».
19 августа 2022 года внесён в санкционный список Канады «близких соратников российского режима, которые являются соучастниками агрессии российского режима против Украины».
19 октября 2022 года попал в санкционный список Украины как «глава республики, осуществлявший поддержку/поощрение/публичное одобрение политики РФ, направленной на проведение военных действий и геноцид гражданского населения в Украине».
15 декабря 2022 внесён в санкционный список США губернаторов которые «организуют призыв граждан в ответ на недавний указ о мобилизации».
По аналогичным основаниям находится в санкционных списках Австралии и Новой Зеландии.